# Chiesa di San Bernardo (Bellinzona)
La chiesa di San Bernardo di Mentone è un edificio religioso che si trova a Bellinzona (frazione Monte Carasso), in Canton Ticino.

## Storia
Eretta alla fine dell'XI secolo, nel XV secolo venne ampliata. Nel XVI secolo vennero costruiti il campanile, il portico antistante la facciata ed una cappella interna. Al 1582 risalgono gli affreschi che ornano la facciata. Un ulteriore ampliamento si registrò nel corso del XX secolo.

## Descrizione
La chiesa ha una pianta ad unica navata ricoperta da un soffitto a travi in vista. 
L'interno è quasi completamente ricoperto da affreschi: i più antichi - attribuiti alla mano dei Seregnesi - risalgono al XV secolo, mentre i dipinti che ornano l'abside sono del 1607.

## Galleria d'immagini

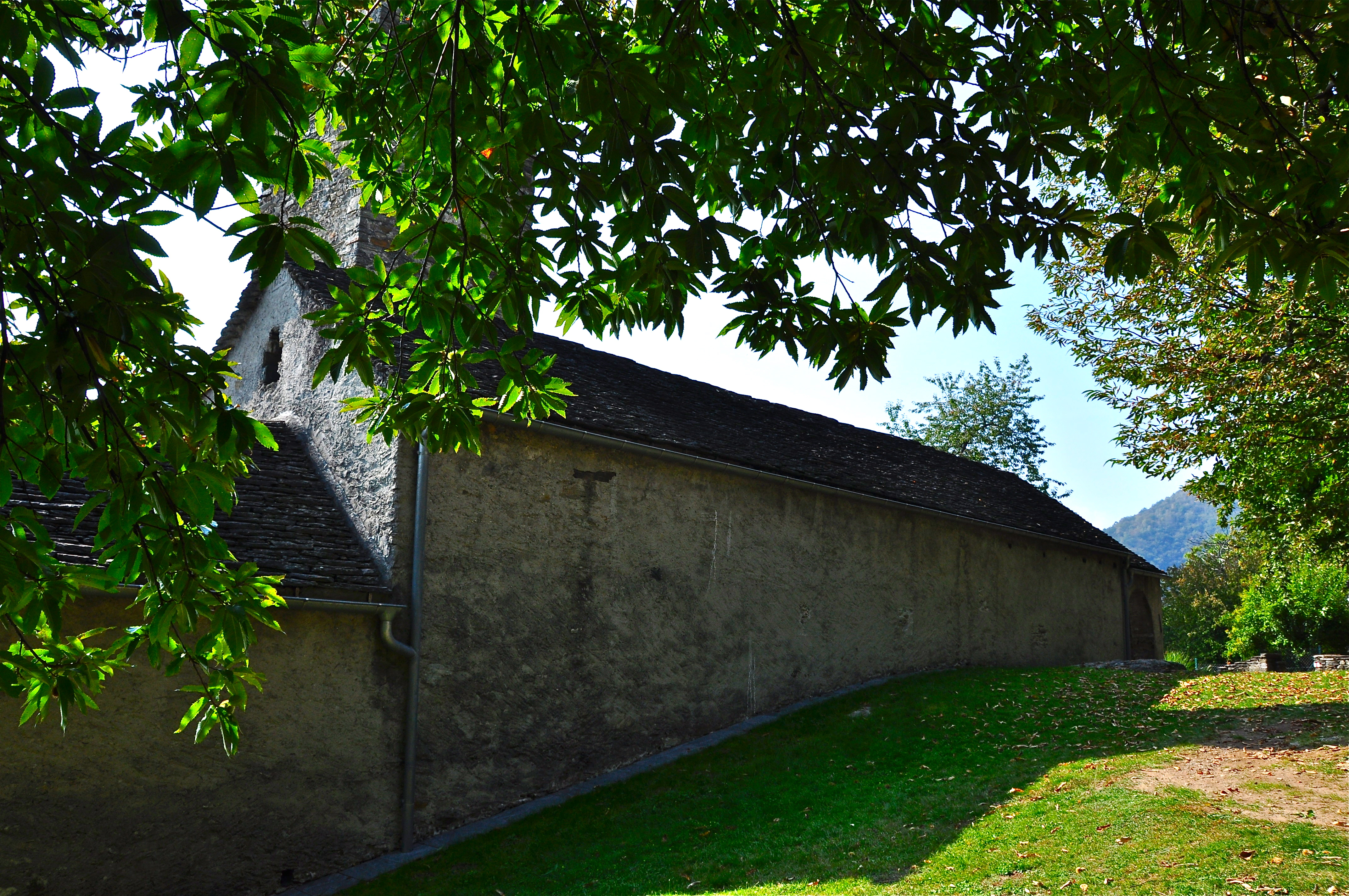
Chiesa di San Bernardo
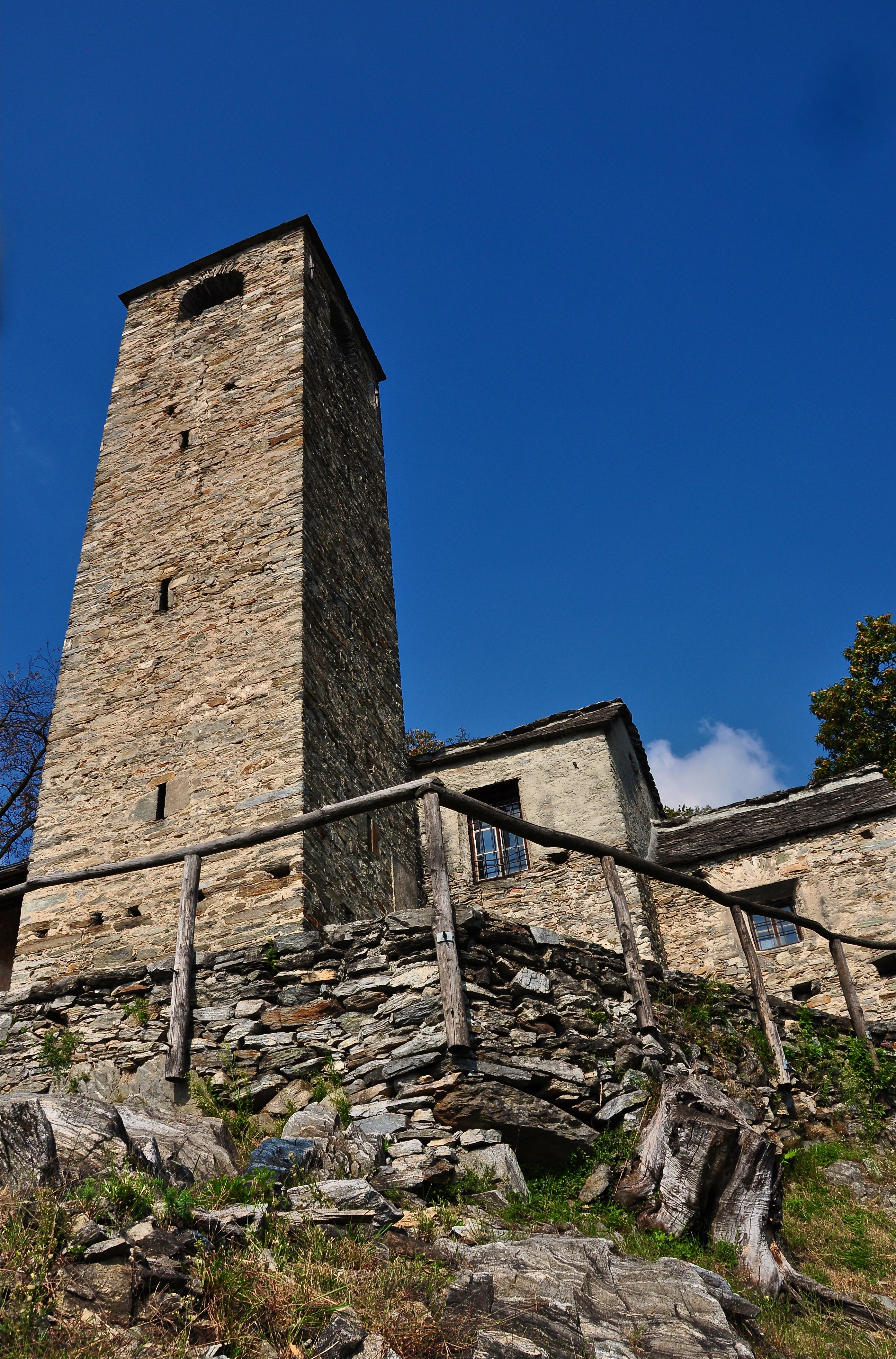
Campanile della chiesa di San Bernardo
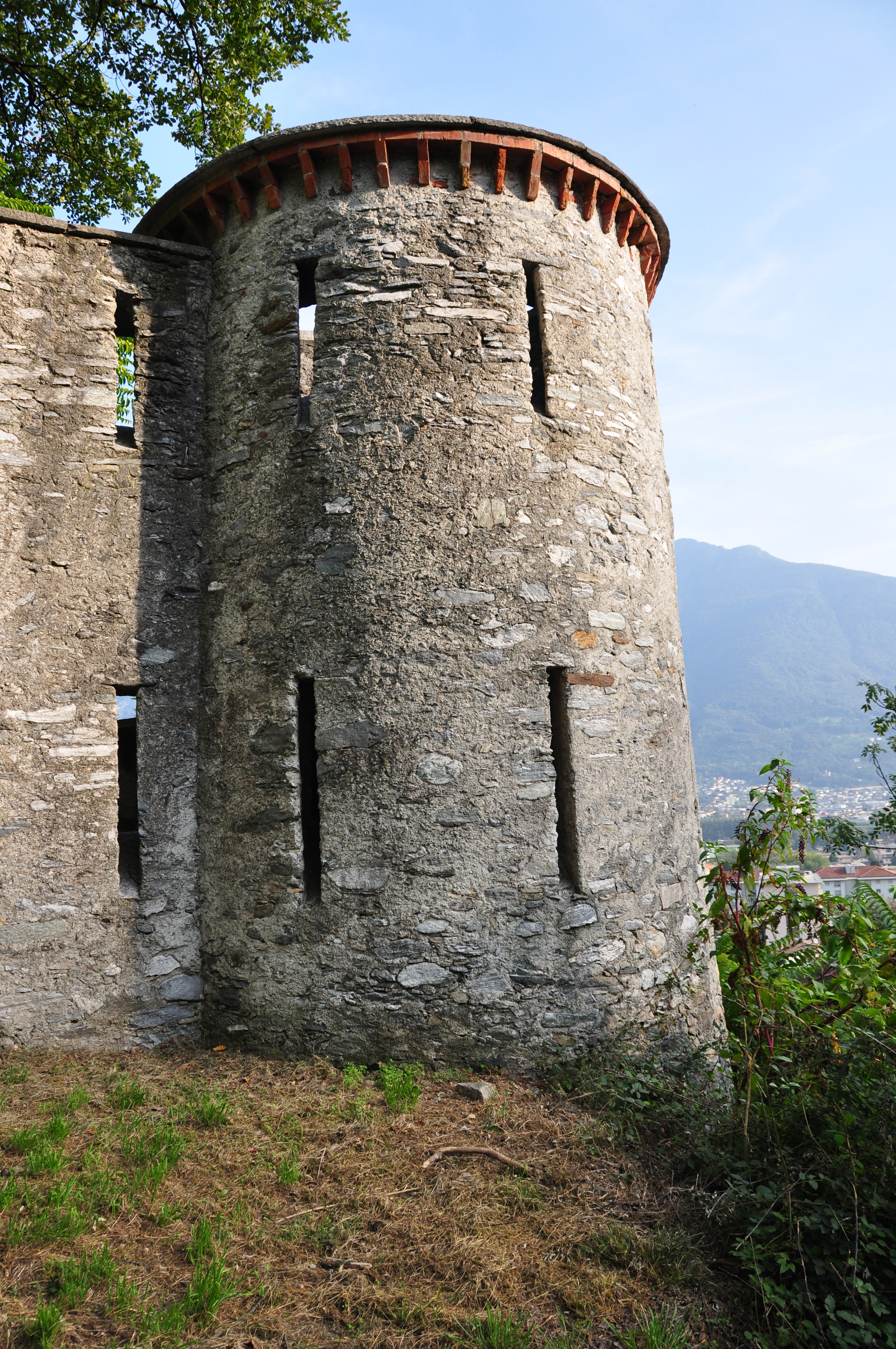
Fortino della fame
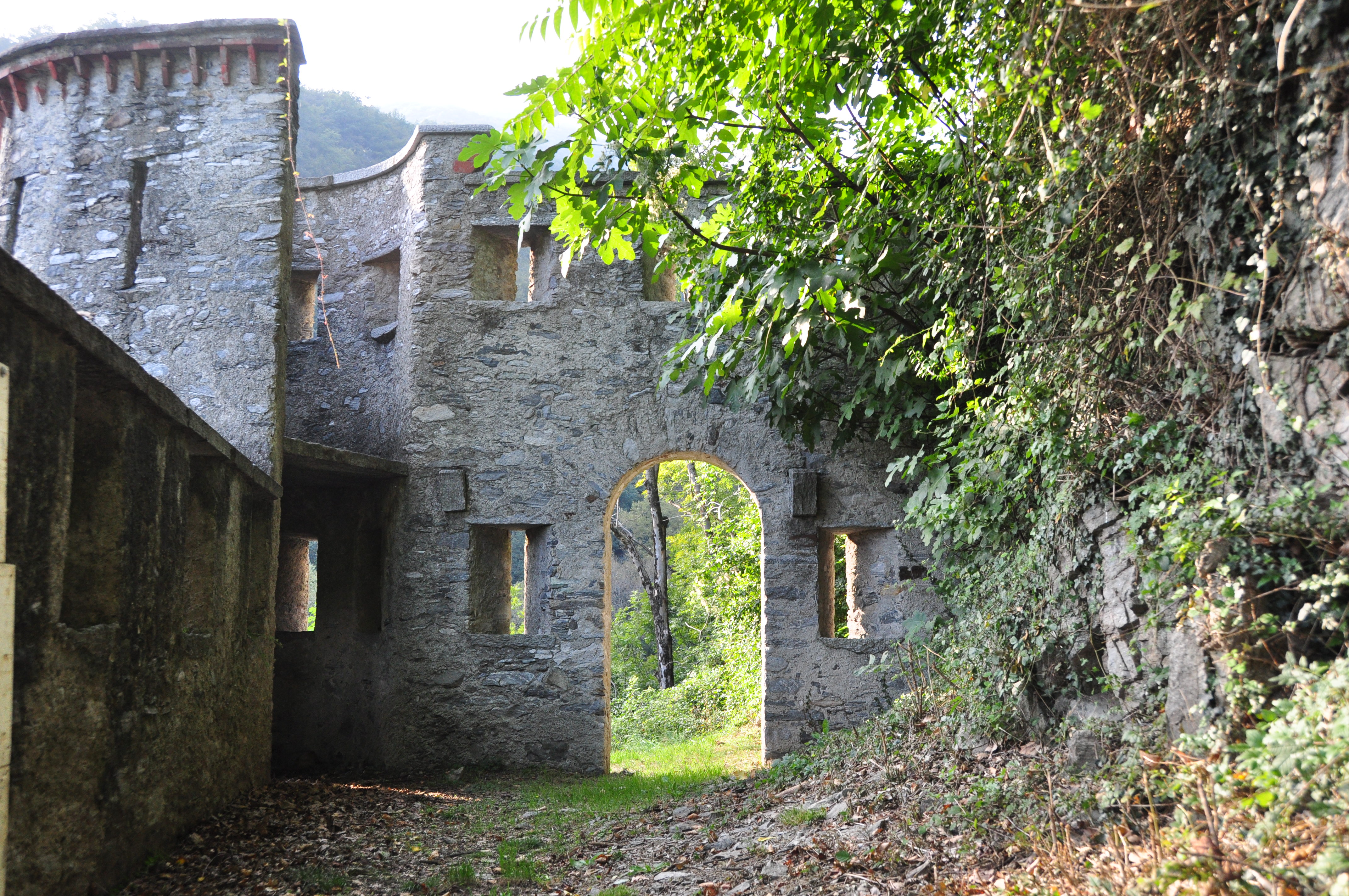
Portale dei fortini della fame
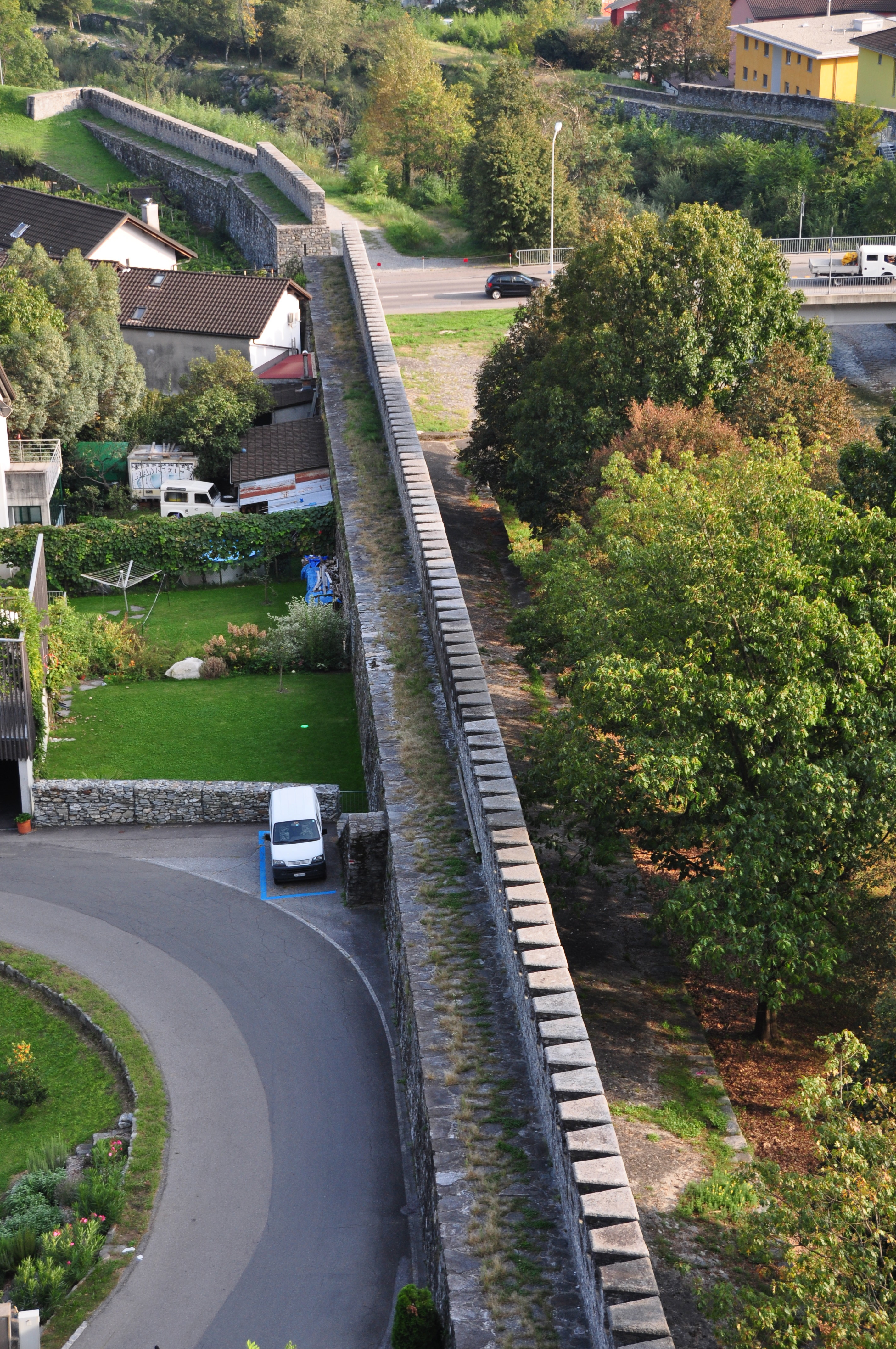
Murata dei fortini della fame
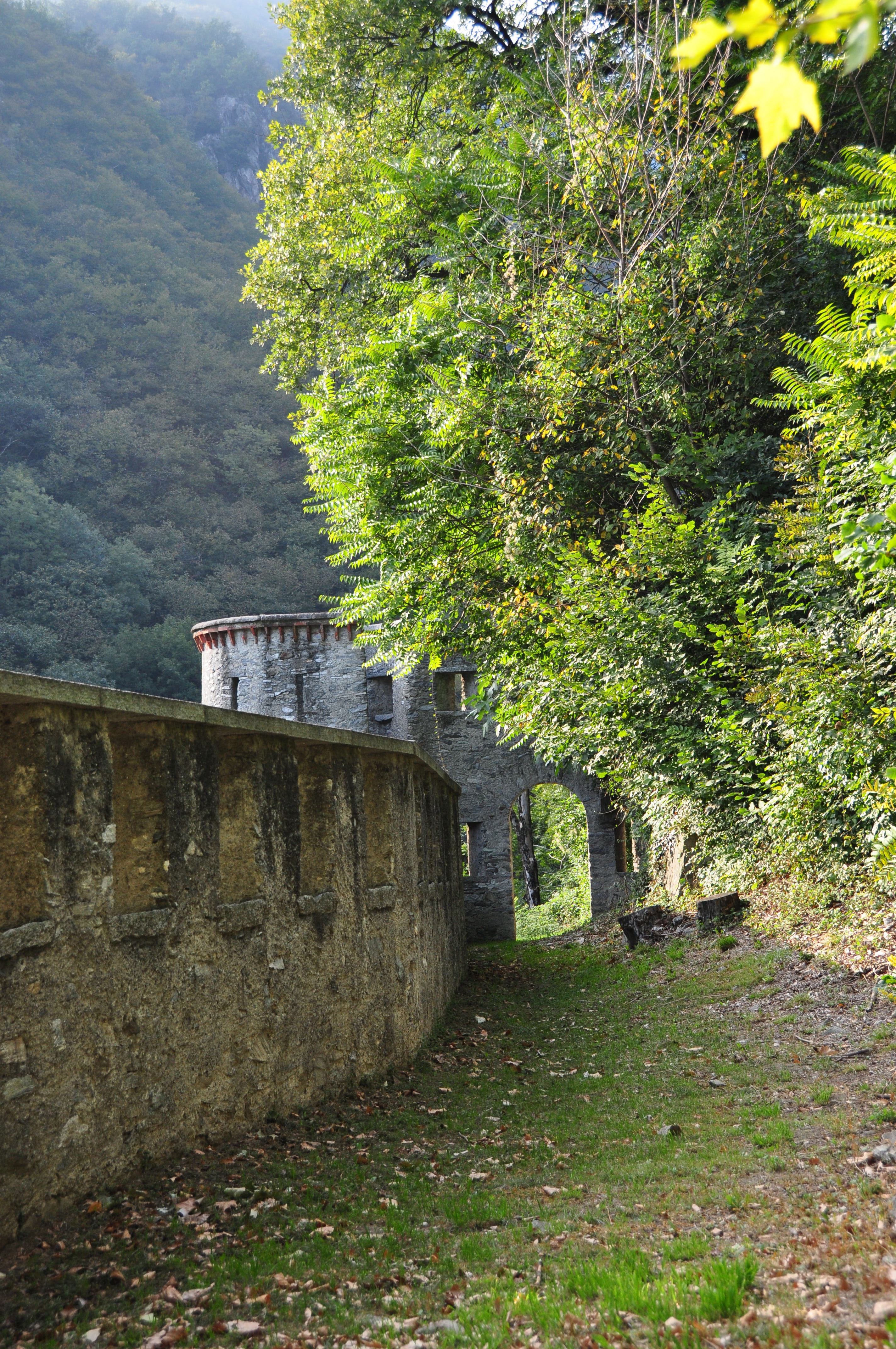
Murata dei fortini della fame